# UCSD Pascal
UCSD Pascal система програмування мовою Pascal що працює на UCSD p-System - переносимій, машинно-незалежній операційній системі. UCSD Pascal було вперше випущено в 1977 році. Розроблений в Університеті Каліфорнії у Сан-Дієго (UCSD).